# Nidau
Nidau (berndeutsch [ˈnɪd̥ˌɔʊ̯], französisch [nido]) ist eine Kleinstadt mit je eigener Einwohnergemeinde und Burgergemeinde im Schweizer Kanton Bern. Sie war Sitz der Landvogtei Nidau, später des Amtsbezirks Nidau und heute des Verwaltungskreises Biel/Bienne.

Gesamtansicht von Nidau (1780)

Luftbild aus 200 m von Walter Mittelholzer (1925)

## Geographie
Die Stadt liegt unmittelbar an der Stadtgrenze von Biel/Bienne und ist mit dieser zusammengewachsen.
Nidau ist eigentlich eine Insel, die Stadt ist zwischen dem Nidau-Büren-Kanal und der Zihl gelegen und grenzt an den Bielersee, die  Flüsse münden weiter flussabwärts ineinander.

## Geschichte
1196 sind mit in castro meo Nidowe ‹in meiner Burg Nidau› erstmals das Schloss und der Ortsname erwähnt. Dieser setzt sich aus ahd. nida ‹nid, unter(halb)› und ouwa, auwia ‹Land am Wasser, sumpfiges Gelände, (Halb-)Insel› zusammen und bedeutet damit ‹die unterhalb gelegene Au›.
Ab 1910 fusionierten mehrere Gemeinden in der Agglomeration Biel. 1920 wollten die beiden Städte Biel und Nidau unter anderem aufgrund der verflechtenden Siedlungsentwicklung und der zunehmenden wirtschaftlichen Verbundenheit fusionieren und entschieden sich in getrennten Volksabstimmungen mehrheitlich für einen Zusammenschluss. Der Grosse Rat des Kantons Bern widersetzte sich aber dem Vorhaben und genehmigte den Zusammenschluss dieser Städte nicht. Die damals mehrheitlich bürgerliche Regierung des Kantons wollte nicht, dass der Hauptort des Amtsbezirks Nidau mit dem linken Biel fusionierte. Ein gegen diese Machtdemonstration beim Bundesgericht eingereichter staatsrechtlicher Rekurs änderte nichts an diesem Verdikt.

## Bevölkerung
Nidau liegt nahe der Sprachgrenze. Laut Angaben der Stadt sprechen etwa ¾ Deutsch und etwa ¼ Französisch. Wie in vielen Städten leben auch in Nidau viele Menschen aus anderen Regionen der Schweiz und aus dem Ausland. Die Amtssprache ist Deutsch.

## Politik
- Grüne: 4
- SP: 8
- GLP: 5
- EVP: 2
- Mitte: 1
- PRR: 1
- FDP: 5
- SVP: 4

| Partei                   | 2021 | 2017 | 2013 | 2009 | 2005 | 2001 |
| ------------------------ | ---- | ---- | ---- | ---- | ---- | ---- |
| SP                       | 8    | 8    | 8    | 9    | 12   | 13   |
| FDP/PRR                  | 6    | 7    | 10   | 14   | 12   | 15   |
| glp                      | 5    | –    | –    | –    | –    | –    |
| SVP                      | 4    | 6    | 5    | –    | 2    | –    |
| Grüne                    | 4    | 6    | 3    | 4    | 2    | –    |
| EVP                      | 2    | 2    | 2    | 2    | 2    | 2    |
| Die Mitte (bis 2021 BDP) | 1    | 1    | 2    | 1    | –    | –    |
| TOTAL                    | 30   | 30   | 30   | 30   | 30   | 30   |

Nidau besitzt einen Stadtrat als Legislative, welcher aus 30 Mitgliedern zusammengesetzt ist. Dominierend waren traditionell die FDP, zusammen mit der Schwesterpartei parti radical romand (PRR) sowie die SP. In den 2010er-Jahren konnten Grüne und die BDP (heute: Die Mitte) ins Parlament einziehen sowie (nach einem Unterbruch) wieder die SVP, 2021 kam die glp hinzu.
Die Grafik zeigt die Zusammensetzung des Stadtrates nach der Wahl vom 26. September 2021.
Die Exekutive wird vom Gemeinderat mit sieben Mitgliedern gebildet. Bei der Wahl 2021 errang die SP zwei Sitze, FDP, SVP, glp und Grüne je einen Sitz. Stadtpräsidentin ist Sandra Hess (FDP, Stand 2025).
Die nächsten Gesamterneuerungswahlen des Stadtrates und des Gemeinderates hat der Gemeinderat auf den 28. September 2025 angeordnet.
Die Stimmenanteile der Parteien anlässlich der Nationalratswahl 2023 betrugen: SP 29,0 % (+6,7 %), SVP 16,8 % (−0,7 %), GLP 14,9 % (−4,4 %), FDP 12,4 % (−1,2 %), glp 10,6 % (+1,7 %), EVP 6,2 % (+1,5 %), Mitte 5,6 % (−0,9 %), EDU 1,3 % (+0,2 %).
(Siehe dazu auch den Artikel Burgergemeinde Nidau).

## Weiterführende Schule
In Nidau befindet sich die Abgasprüfstelle und das Labor für Fahrzeugemissionen und Antriebsysteme des Fachbereichs Automobiltechnik der Berner Fachhochschule (BFH), mit Sitz in Biel.

## Verkehr

### Strasse
Obwohl Nidau durch die je einspurige Schnellstrasse T5, die zur Autobahn A5 führt, ausreichend ans nationale Autobahnnetz angeschlossen ist, leidet die Stadt auf der Hauptstrasse stark unter der Verkehrsbelastung. Mit der in Planung und z. T. bereits in Betrieb befindlichen Umfahrung der Stadt Biel und dem in Planung befindlichen Porttunnel würde der Durchgangsverkehr nicht mehr durchs Zentrum von Nidau führen, und Nidau wäre vom Grossteil des Verkehrs entlastet.

### Schiene / ÖPNV
Nidau wird durch den öffentlichen Verkehr wie folgt bedient:
Verkehrsbetriebe Biel (VB):
- Linie 2 Brügg/Bahnhof – Nidau – Biel/Orpundplatz (Autobus)
- Linie 4 Nidau/Burgerallee – Biel/Vorhölzli (Trolleybus mit Batteriestrom)
- Linie 5 Nidau/Bahnhof – Biel/Spitalzentrum (Autobus)
- Linie 6 Port/Bellevue – Nidau – Biel/Spitalzentrum (Autobus)

PostAuto Schweiz:
- Linie 86 Biel – Aarberg
- Linie 87 Biel – Jens

Aare Seeland mobil (ASm), Linie der ehemaligen Biel-Täuffelen-Ins-Bahn (BTI): Biel – Täuffelen – Ins
Bielersee-Schifffahrts-Gesellschaft: Aarefahrt Biel – Solothurn

## Kunst, Kultur

### Institutionen/Organisationen
Das Kreuz Nidau ist die bekannteste kulturelle Institution Nidaus. Sie wurde im Jahr 2012 durch den Gemeinderat der Stadt Nidau für «besondere Leistungen im Bereich Kultur» geehrt. Das kleine Lokal mit 120 Sitz- oder 200 Stehplätzen befindet sich mitten in der Altstadt beim Durchgang Schaalengässli (umgangssprachlich «Gnägiloch»). Seit 1982 veranstaltet der Verein Kultur Kreuz Nidau+ (ehem. ONO oder OuNidou) vor allem Konzerte, Kleinkunst, Theater und Lesungen im Saal, welcher sich im hinteren Teil des Gebäudes befindet. Die vielfältige Programmation von ungefähr 25–35 jährlichen Veranstaltungen zieht hauptsächlich ein erwachsenes, kulturinteressiertes Publikum aus der Region ins Zentrum Nidaus an. Der Veranstaltungssaal wird überdies mietweise von Vereinen, Organisationen und Privatpersonen für Anlässe jeglicher Art genutzt. Es finden auch wöchentlich verschiedene Tanzkurse statt. Das Restaurant im Hauptgebäude wurde seit 1981 genossenschaftlich geführt und war bis Ende der 90er Jahre als alternativer Treffpunkt überregional bekannt. Am 28. Februar 2011 wurde der Restaurationsbetrieb und damit die Genossenschaft Kreuz Nidau nach 29 Jahren eingestellt. Der Kulturbetrieb läuft unabhängig davon weiter. Die Liegenschaft ist seit dem Jahr 2005 in Besitz der Stiftung Wunderland.
Weitere Institutionen/Organisationen sind:
- Stiftung Nidauer Chlouserbletter
- Verein Schlossmuseum Nidau
- Gemeinnütziger Frauenverein
- Verein Seemätteli
- Kunstkeller Weyerhof Nidau
- Deutschsprachige Gemeindebibliothek
- Bibliothèque de langue française
- Nidau Gallery
- Dispo Espace à DISPOsition

### Sehenswürdigkeiten

#### Schloss Nidau
Wahrzeichen von Nidau ist das Schloss Nidau, in welchem sich Büros der kantonalen Verwaltung (unter anderem das Regierungsstatthalteramt) und das Schlossmuseum befinden. Das Schlossmuseum zeigt eine Ausstellung zur Juragewässerkorrektion.
Das Vorhandensein des Schlosses Nidau ist erstmals nachgewiesen durch eine Urkunde vom 30. August 1196, ausgestellt durch Graf Ulrich III. von Neuenburg. In ihm darf man den Erbauer der trutzigen Wasserburg vermuten. Den Ausbau zu einer eigentlichen Stadt, d. h. zu einer Örtlichkeit mit Gräben, Ringmauern, Türmen und Toren, verdanken wir Rudolf III., dem mächtigsten Repräsentanten des nidauischen Grafenhauses. Obwohl eifriger Anhänger Österreichs, lebte er gleichwohl mit Bern auf freundschaftlichem Fuss; in der Folge geriet er durch den Einfluss der Adeligen jedoch zu den Feinden dieser Stadt. In der Schlacht bei Laupen erlitt der Stadtgründer im Jahre 1339 den Tod. Der Eckwehrturm und einige Überbleibsel der Ringmauer sind die einzigen Zeugen der damaligen Stadt, deren trapezförmiger Grundriss noch heute deutlich erkennbar ist. 1375 erlosch die mächtige Grafendynastie von Nidau mit dem Tod von Rudolf IV. Der Übergang an Bern im Jahre 1388 bedeutete für Nidau nach einer bewegten Zeit den Anbruch einer ruhigeren Epoche. Die für das städtische Leben wichtigsten Rechtsvorschriften waren in einer Handfeste schon während der Grafenzeit festgelegt und von den Bernern später mehrmals bestätigt worden. Das Schloss wurde bis 1831 Sitz von 86 bernischen Landvögten und vier Oberamtmännern.
In Kriegs- wie in Friedenszeiten war Nidau seiner Lage wegen ein bedeutender Ort. Nidau war wichtiger als die bernischen Aarestädtchen, weil es an der grossen Verkehrsstrasse lag, die aus bernischen Landen in den Jura und damit nach Burgund, der Freigrafschaft, Basel und dem Elsass führte. Zudem lag Nidau an einer der bedeutenden west-östlichen Handelsstrassen, die aus Südfrankreich und Savoyen über Genf nach Lausanne, dem Aargau, nach Zürich und dem Rhein führte. Der Nidauer Hafen an der Zihl und am See war für den Schiffsverkehr bis ins 19. Jahrhundert von grösster Bedeutung. Die Nidauer Zoll- und Schiffsleute wachten darüber, dass ihnen von den Einkünften nichts entging. Ausserdem entwickelte sich Nidau zu einem grossen Stapelplatz. Mit der französischen Besetzung von Biel im Jahre 1798 wurde Nidau dann zum Grenz- und Zollort gegen Frankreich.

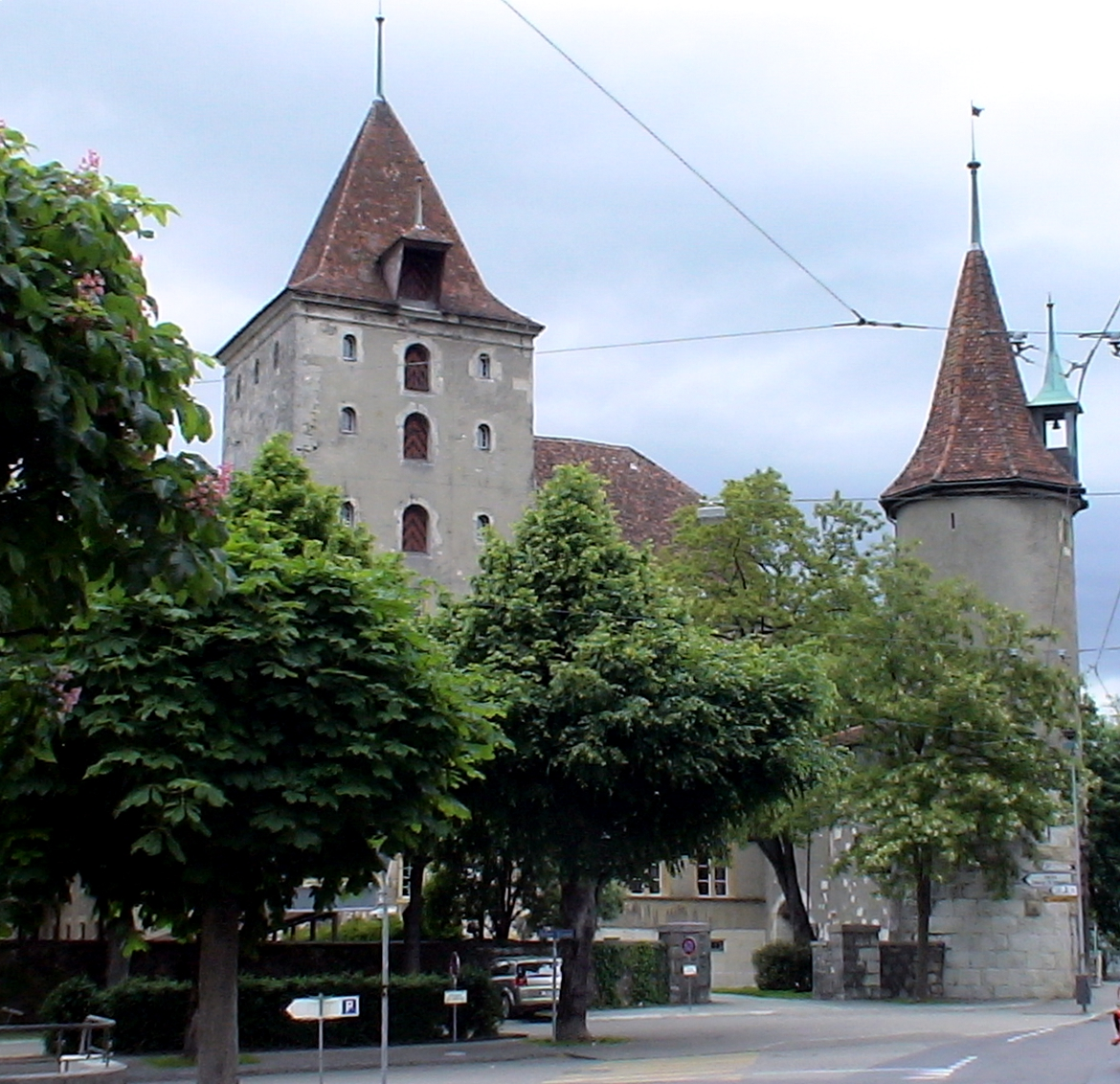
Schloss: Ansicht von Süden
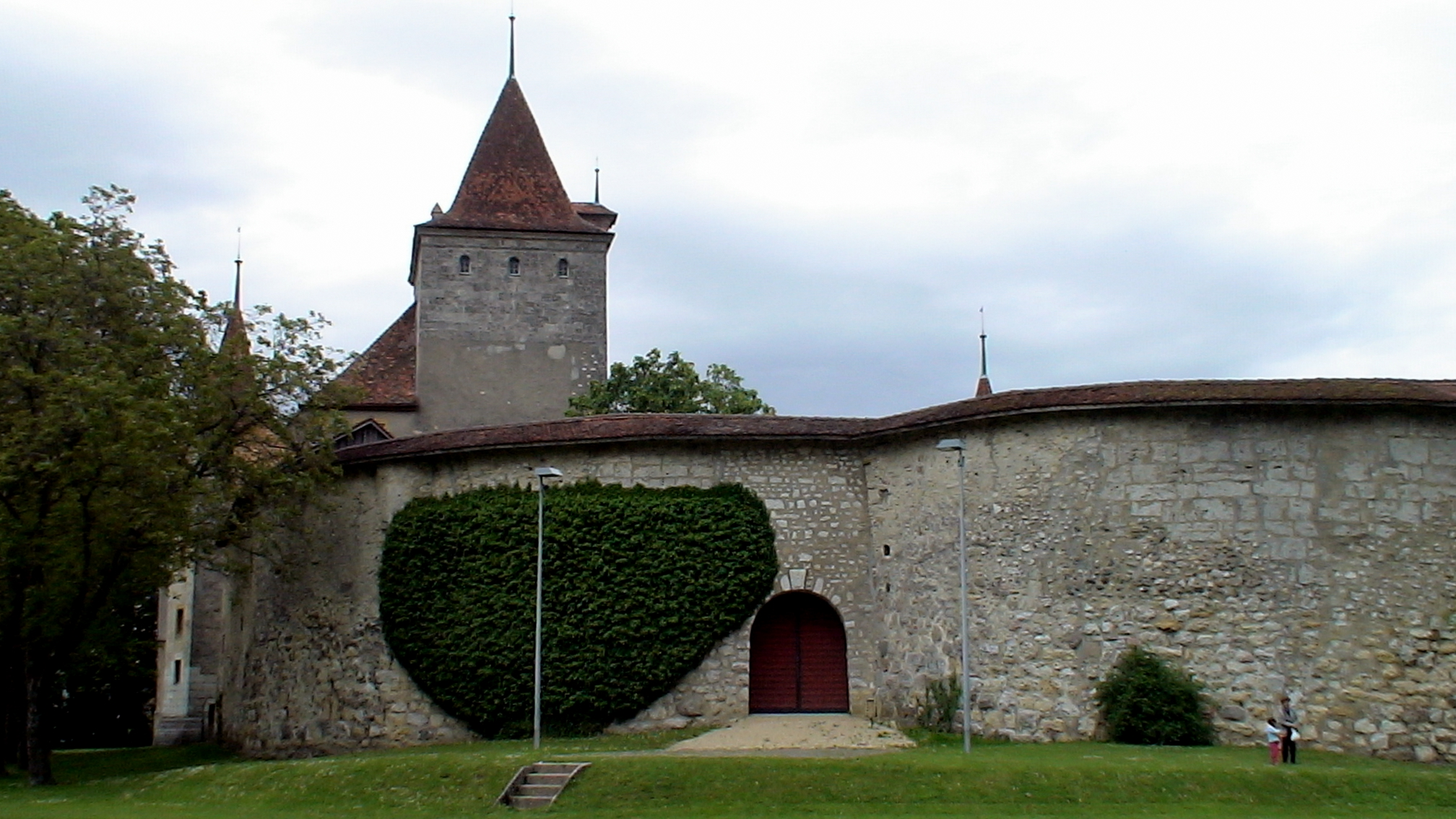
Schloss: Ansicht von Westen
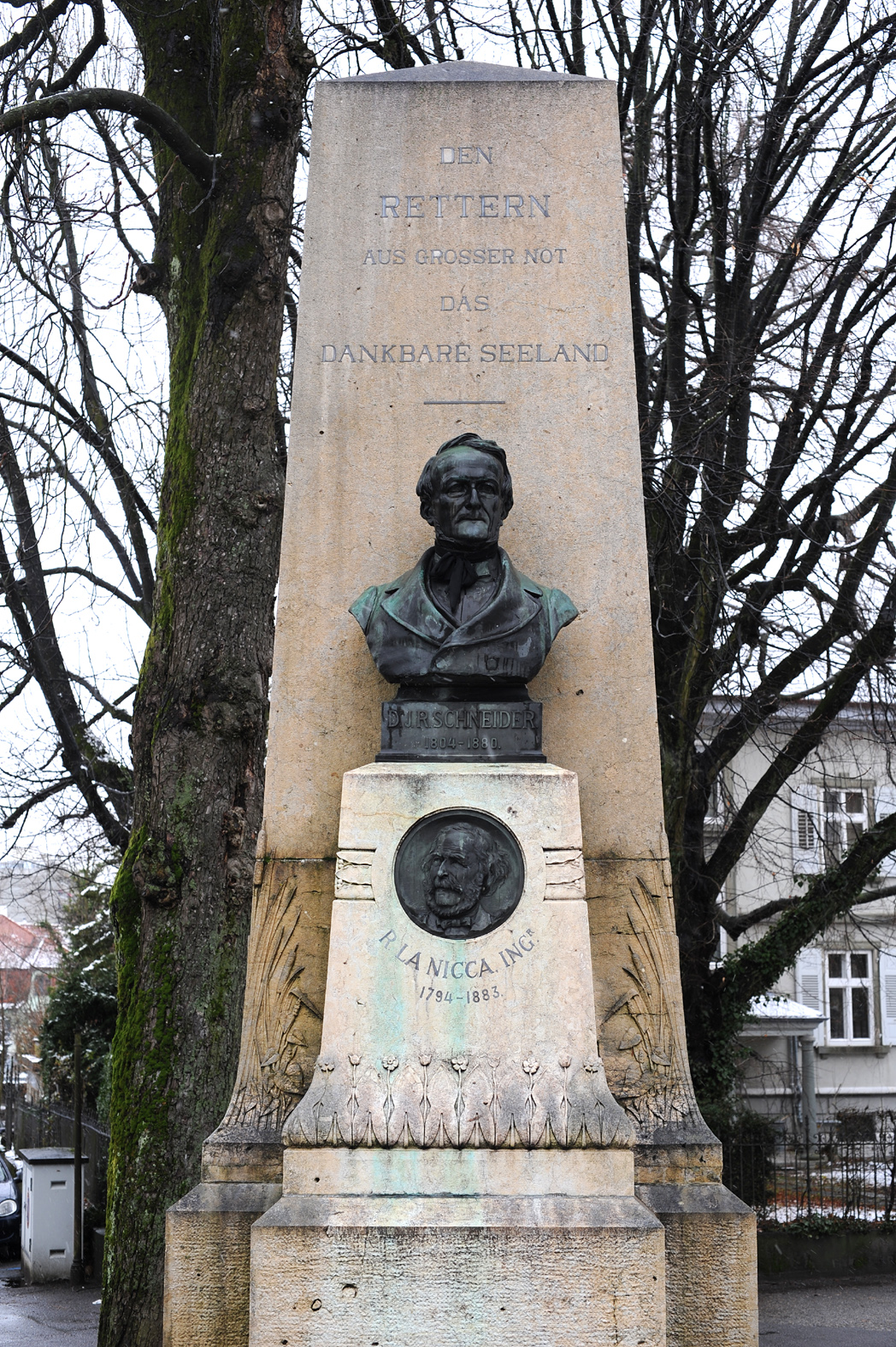
Denkmal der Juragewässerkorrektion

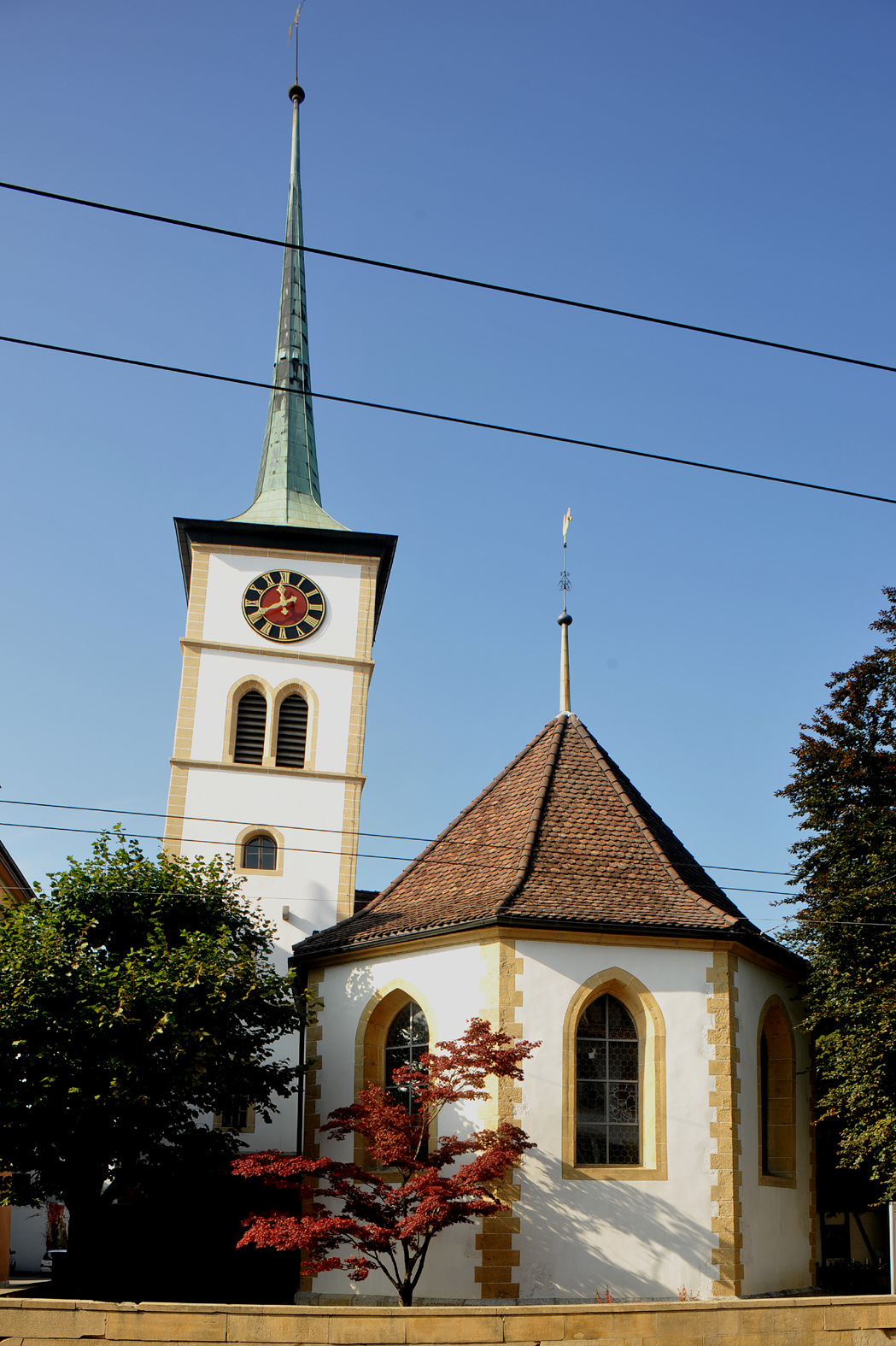
Evangelisch-reformierte Kirche Nidau mit dem auffällig geneigten Kirchturm

#### Evangelisch-reformierte Kirche St. Erhard
Die ursprünglich dem heiligen Erhard von Regensburg geweihte Kirche in Nidau geht auf das 14. Jahrhundert zurück. Sie wurde 1368 erstmals erwähnt und war eine Filiale der Pfarrei Bürglen (Aegerten). 1482 wurde sie selbständige Pfarrkirche. Seit 1528 evangelisch-reformiert, wurde die Kirche 1678–1682 erweitert. Infolge der Absenkung des Seespiegels im Rahmen der ersten Juragewässerkorrektion (1868–1891) begann sich der Kirchturm deutlich zu neigen. Während der Renovation 1912–1914 wurde der Turm saniert und gestützt, verblieb aber in der bis heute charakteristischen Neigung.

### Volksfeste

#### Stedtlifescht
Jährlich, am letzten Samstag im Mai, findet in Nidau das «Stedtlifescht Nidau» statt. Die Hauptstrasse durch Nidau wird zu diesem Zweck für jeglichen Verkehr gesperrt. Über 120 Verkaufsstände von Marktfahrern und Ortsvereinen säumen  an diesem Tag jeweils die Strasse des mittelalterlichen Städtchens. Die jungen und alten Besucher kommen aus dem nahen Biel und dem Seeland nach Nidau und flanieren fröhlich und gelassen bis spät abends durch den Marktbetrieb.

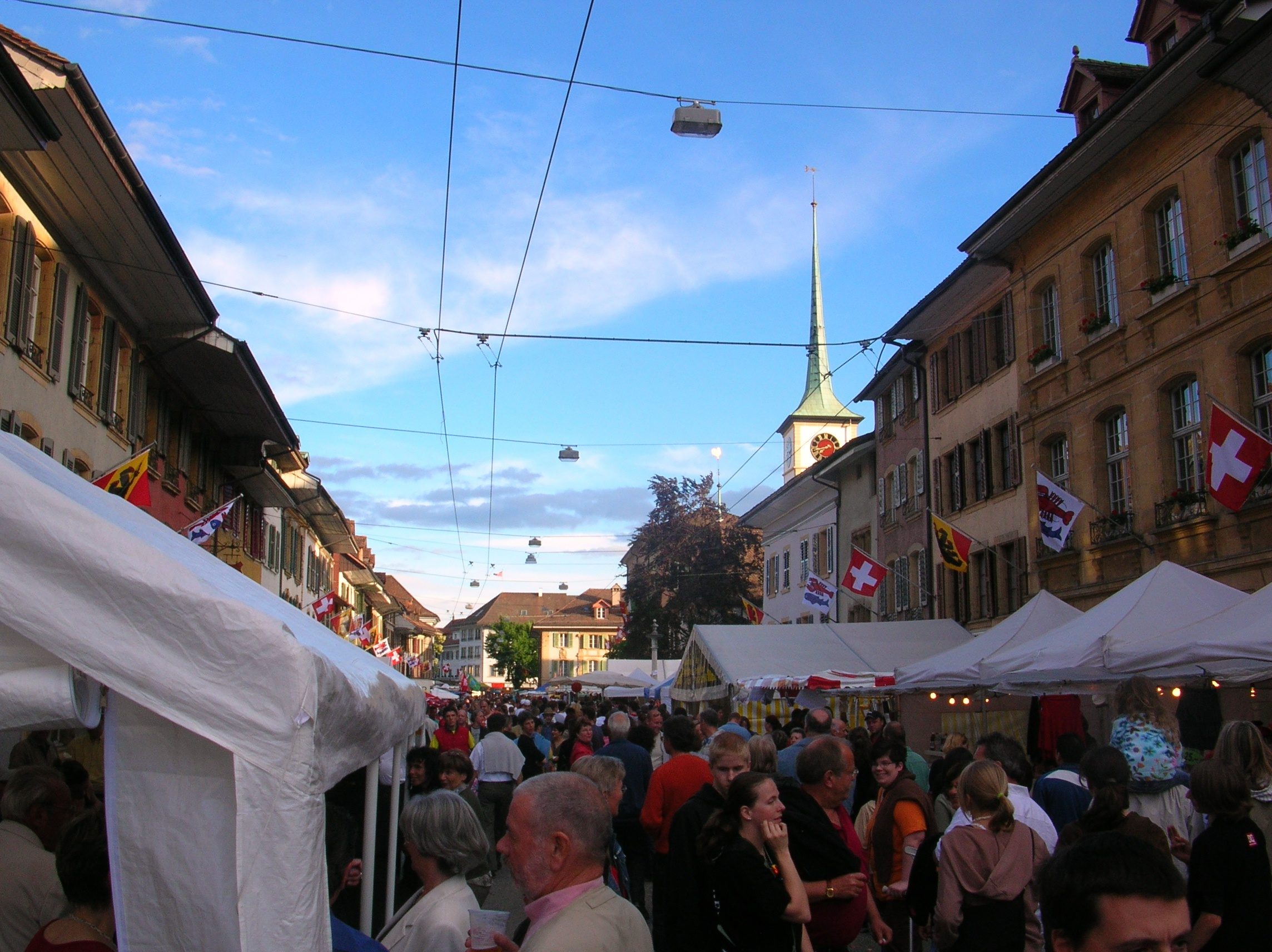
Stedtlifescht: Blick gegen Süden
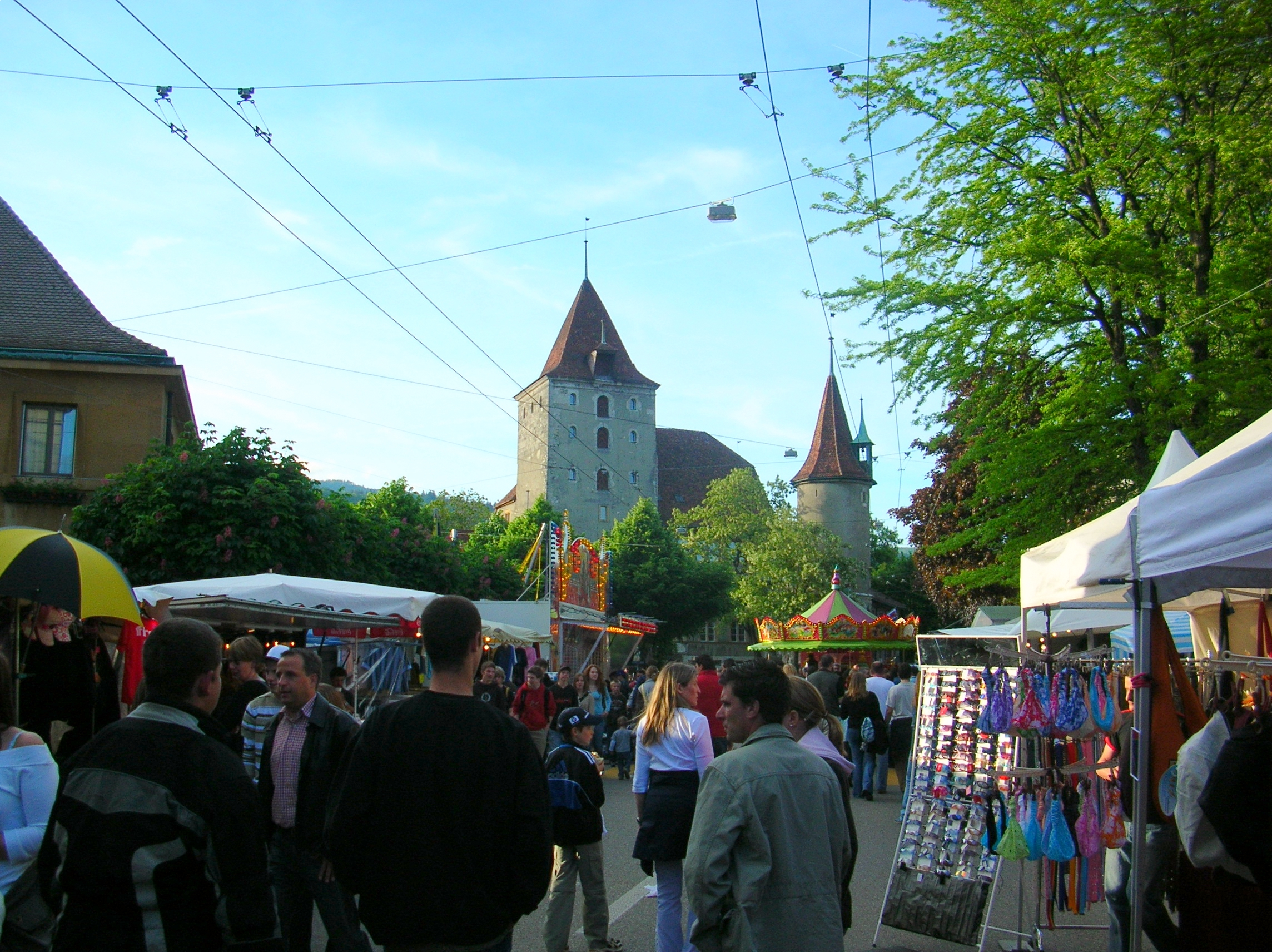
Stedtlifescht: Blick gegen Norden

## Städtepartnerschaft
Nidau pflegt eine Partnerschaft  mit der deutschen Gemeinde Schliengen im südlichen Baden-Württemberg (D).

## Persönlichkeiten
- Samuel Frisching (1605–1683), Schultheiss von Bern, in Nidau geboren
- Sigmund von Renner (1727–1800), kaiserlich-königlicher General
- Johann Anton Renner (1743–1800), Besitzer von Bad Schinznach, Politiker der Helvetik
- Alexander Ludwig Funk (1806–1871), Nationalrat, Regierungsrat
- Ulrich Ochsenbein (1811–1890), Bundesrat
- Friedrich Fiala (1817–1888), Bischof von Basel, in Nidau geboren
- Eduard Müller (1848–1919), Bundesrat
- Arnold Müller (1856–1928), Forstpionier, Oberförster in Biel, in Nidau geboren
- Adolf Funk (1903–1996), Maler, Zeichner und Mosaikkünstler, in Nidau geboren
- Walter König (1908–2003), Politiker (SP), in Nidau geboren
- Otto Wenger (1910–1999), Arzt, IKRK-Delegierter, Unternehmensleiter und Politiker (FDP), in Nidau geboren
- Christian Bachmann (* 1953), Grossrat (SP)
- Mirja Jenni-Moser (* 1976), Leichtathletin, Langstreckenläuferin, in Nidau geboren